# أليصابت بيلاش
أليصابت بيلاش (بالمجرية: Balázs Erzsébet)‏ هي لاعبة جمباز فني مجرية، ولدت في 15 أكتوبر 1920 في بودابست في المجر، وتوفي بنفس المكان في 24 نوفمبر 2014.

## وصلات خارجية
- أليصابت بيلاش على موقع أوليمبيديا (الإنجليزية)